# Proneomenia gerlachei
Proneomenia gerlachei is een Solenogastressoort uit de familie van de Proneomeniidae. De wetenschappelijke naam van de soort is voor het eerst geldig gepubliceerd in 1901 door Pelseneer.